# 줄리앙 장비에르
줄리앙 마르크 장비에르(프랑스어: Julian Marc Jeanvier, 1992년 3월 31일 ~ )는 기니의 축구 선수로, 현재 카이세리스포르와 기니 축구 국가대표팀에서 센터백으로 활약하고 있다.
장비에르는 2018년 잉글랜드 클럽 브렌트퍼드에 합류하기 전까지 랭스에서 고국 프랑스에서 두각을 나타냈다. 그는 2022년에 오세르에 합류하기 위해 프랑스로 돌아왔고, 2023년에 카이세리스포르에 합류하기 위해 튀르키예(카슴파샤에서 임대로 뛰었던)로 돌아왔다. 2019년에 그는 기니 국가대표팀 데뷔 전에서 첫 승을 거두었다.

## 구단 경력

### 초기 및 낭시
센터백인 장비에르는 2000년에 고향 클럽인 US 클리시쉬르센에서 선수 생활을 시작했다. 그는 2006년에 엥탕트 SSG로 이적했고, INF 클레르퐁텐에서 동시에 훈련을 받았고, 2008년에 낭시에서 아카데미에 합류했다. 장비에르는 2009년과 2013년 사이에 샹피오나 나시오날 2에서 54경기에 출전하고 2골을 득점했다. 2012-13 리그 1 시즌 중반에 파트리크 가브리엘 전 유스 단장이 1군 감독으로 임명되면서 장비에르는 1군 선수로 승격되었고, 2013년 1월과 4월 사이에 10경기에 출전했다. 그는 새로운 2년 연장 계약 제안을 거절하고 2012-13 시즌을 끝으로 스타드 마르셀 피코트를 떠났다.

### 릴
장비에르는 2013년 오프 시즌 동안 리그 1의 릴과 4년 계약을 맺었다. 시몬 키에르, 마르코 바샤, 다비드 로제날, 그리고 아다마 소우마오로가 중앙 수비 서열에서 밀려난 가운데, 그는 장비에르가 스타드 피에르 모루아에 입성한 직후 뤼디 가르시아를 대신한 르네 지라르 감독에게 완전히 밀렸다. 그는 대신 리저브 팀에서 뛰었고, 2014-15 시즌과 2015-16 시즌을 각각 로얄 엑셀 무스크롱와 레드 스타에서 임대 생활을 했다. 그는 1군 경기에 출전하지 못했고, 2016년 8월에 클럽을 떠났다.

### 랭스
2016년 8월, 장비에르는 랭스에 합류하기 위해 리그 2에 들어갔다. 그는 선발 라인업에서 자신을 확립했고 2016-17 시즌과 2017-18 시즌 말에 UNFP 올해의 팀에 투표되었다. 장비에르는 성공적인 2017-18 시즌을 보냈고 팀의 부주장을 맡았고 리그 2 챔피언십과 리그 1 승격을 도왔다. 그는 67경기에 출전하고 5골을 넣은 후 2018년 7월 스타드 오귀스트 들로네를 떠났다.

### 카이세리스포르
2023년 9월 16일, 장비에르는 튀르키예로 복귀하여 쉬페르리그의 카이세리스포르와 2년 계약을 체결하였다.

## 국가대표팀 경력
장비에르는 2010년 코파 델 아틀란티코에서 준우승을 차지한 프랑스 U-18 국가대표팀의 일원이었지만, 국가대표팀 경기에 출전하지 못했다.  그는 2019년 6월 7일 감비아와의 친선 경기에서 기니 국가대표팀 데뷔 전을 치렀고, 2019년 아프리카 네이션스컵에 출전했다. 2+1⁄2년 만에 국제 대회에 출전한 장비에르는 2022년 6월에 2023년 아프리카 네이션스컵 예선 2경기에 출전하기 위해 국가대표팀에 다시 소집되었다. 그는 첫 경기 동안 교체 선수로 출전하지 못했고, 개인적인 이유로 국가대표팀을 떠났다.

## 사생활
장비에르는 프랑스에서 태어났고 기니와 과들루프 혈통이다. 그의 아버지 또한 축구 선수였고 레드 스타에서 뛰었다. 그는 기니 여성과 결혼했고 기니 여권을 가지고 있다.